# Трупіал червоноплечий
Трупіа́л червоноплечий (Icterus pyrrhopterus) — вид горобцеподібних птахів родини трупіалових (Icteridae). Мешкає в Південній Америці. Раніше вважався конспецифічним з жовтоплечим трупіалом.

## Опис
Довжина птаха становить 19-20 см. Забарвлення переважно синювато-чорне, на плечах у них жовті або рудувато-каштанові плямами. Хвіст довгий. Дзьоб довгий, тонкий, лапи темно-коричневі.

## Підвиди
Виділяють чотири підвиди:

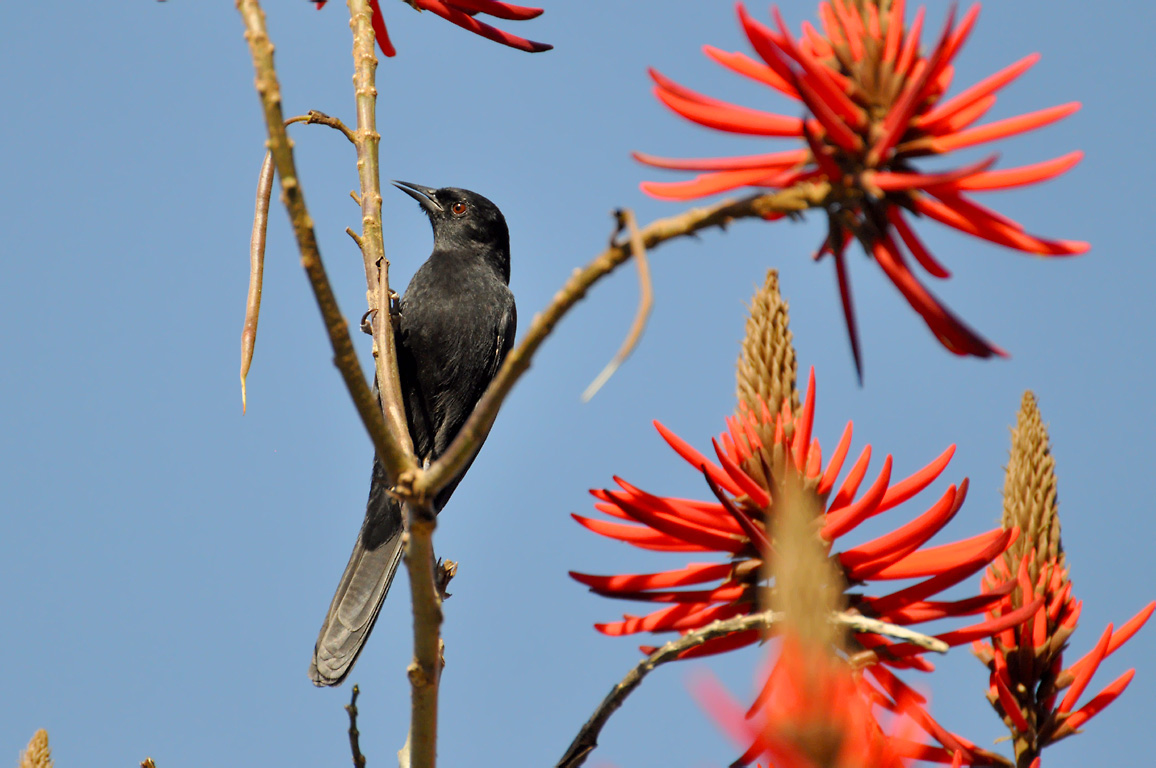
Червоноплечий трупіал

- I. p. periporphyrus (Bonaparte, 1850) — від східу центральної Бразилії до півдня центральної Бразилії (Мату-Гросу);
- I. p. pyrrhopterus (Vieillot, 1819) — від південно-східної Болівії до південної Бразилії, Уругвая і північної Аргентини;
- I. p. tibialis Swainson, 1838 — східна Бразилія (від Мараньяну до Піауї, Пернамбуку, Баїї і Ріо-де-Жанейро);
- I. p. valenciobuenoi Ihering, H, 1902 — південно-східна Бразилія (від південного Гояса до Мінас-Жерайса, Сан-Паулу і південного сходу Мату-Гросу).

## Поширення і екологія
Червоноплечі трупіали мешкають в Бразилії, Болівії, Аргентині, Парагваї і Уругваї. Вони живуть на узліссях вологих і сухих тропічних лісів, в рідколіссях і чагарникових заростях, в саванах серрадо, на плантаціях, в парках і садах, на висоті до 1700 м над рівнем моря. Живляться комахами та іншими безхребетними, а також плодами і нектаром.